# Kreditderivat
Kreditderivat är ett derivatinstrument konstruerade för att hantera kreditrisker.
Exempel på kreditderivat är Credit Forwards (CF), Credit Default Swaps (CDS), Total Return Swap (TRS), Credit Linked Note (CLN).

## Credit Forwards
Forwardkontrakt på kreditrisk, på engelska kallade Credit Forwards (CF), är kreditderivat som garderar mot ökad risk. Dessa används ofta inom pensionsfonder eller försäkringsföretag som är begränsade till att investera i obligationer med hög kreditvärdighet. Antag att du är begränsad att investera i obligationer med kreditvärdighet minst A. Om kreditvärdigheten för given obligation hamnar under eller om du förväntar dig att den hamnar under A så måste du sälja eller avstå att köpa den. I detta fall kan man nyttja en Credit Forward som garderar dig från en sänkning i kreditvärdighet och i praktiken ger dig en obligation med garanterat låg kreditrisk.